# 鼎州 (武周)
鼎州，武周时设置的州。
天授二年（691年）置，治所在云阳县（今陕西省泾阳县北云阳镇），辖境相当今陕西省三原、泾阳、礼泉县。久视元年（700年）废。唐朝天祐三年（906年）复置，治所在美原县（今陕西省富平县东北美原镇）。辖境相当今陕西省富平县一带。五代后梁时，改名裕州。
鼎州刺史
- 苏瓌（圣历年间）